# 密尔沃基雄鹿
密爾沃基雄鹿（英語：Milwaukee Bucks，縮寫：MIL），是一支位於美國威斯康辛州密爾沃基的職業籃球隊，分屬於NBA東區中央組，主場為第一服務廣場 。
公鹿於1968年成立（當年NBA另於鳳凰城擴編球隊）。僅加盟三個球季，公鹿1970-71賽季在卡里姆·阿卜杜勒-贾巴尔及奥斯卡·罗伯逊率領下奪得總冠軍。50年後的2020-21賽季在揚尼斯-安戴德昆波的率領下奪得隊史第二座總冠軍
2014年，公鹿當時的擁有者赫伯·科尔（同時為該州參議員）與亿万富翁韋斯利·艾登斯和馬克·拉斯里达成协议，以5.5亿美元的价格转让球队。

## 队名簡介
密尔沃基的第一支NBA球队是圣路易鹰，该球队于1955-56年赛季迁入圣路易斯。密尔沃基的第二支球队以雄鹿命名，代表着“活力、善跳、迅速和机敏”。

## 历史

### 創隊赛季 (1968-69年)
1968-69年赛季，雄鹿队以27胜55负的战绩获得东区最后一位，然而这一结果被证明是幸运的，在联盟当时的规则下，东西两个分区的最后一名通过掷硬币的方式来决定选秀的顺位。新加盟的菲尼克斯太阳在西区以16胜66负的成绩排名垫底，太阳队和雄鹿队在当时NBA总裁沃尔特·肯尼迪的电话会议下一起猜硬币的正反。太阳队的老板迪克·布洛奇猜的正面，而沃尔特·肯尼迪的50美分硬币却正面朝下。

### 天勾與大O時代 (1969-75年)

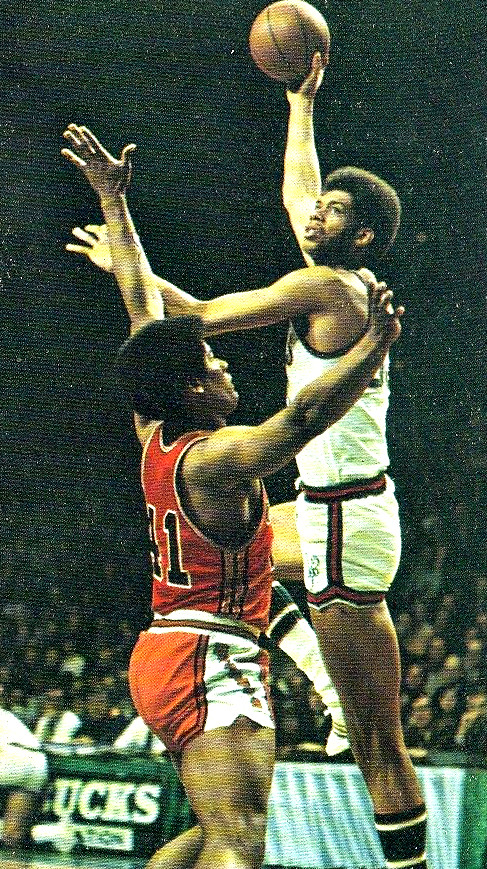
雄鹿队時期的卡里姆·阿卜杜勒-贾巴尔

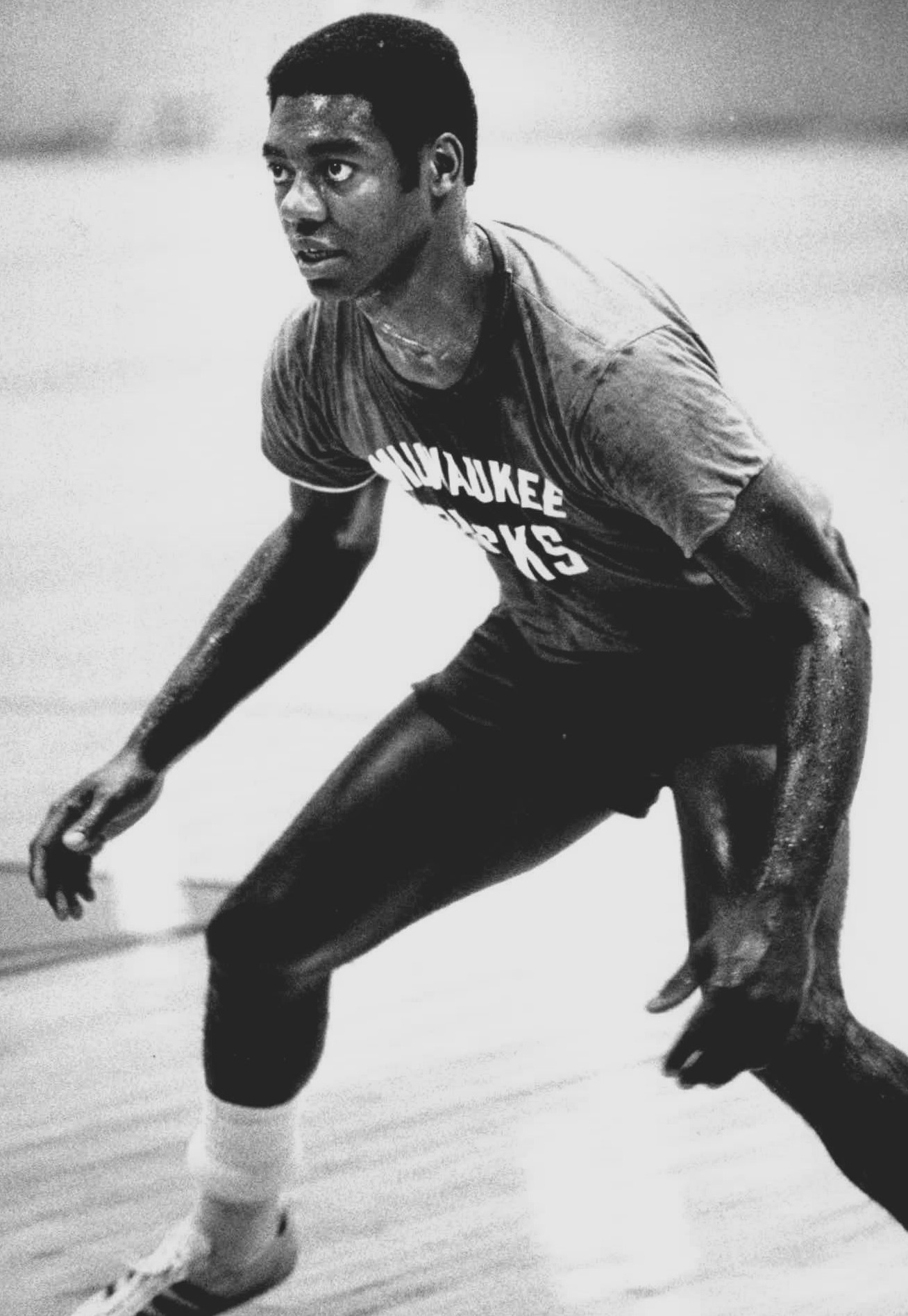
雄鹿队時期的奥斯卡·罗伯逊

1969年NBA选秀的结果是雄鹿队挑选了带领加州大学洛杉矶分校三年里三夺NCAA锦标赛冠军的卢·阿尔辛多（1971年改名为卡里姆·阿卜杜勒-贾巴尔）。阿尔辛多加盟后以场均28.8分和14.5个篮板轻而易举地拿下1969-70年赛季的最佳新秀，同时还进入了全明星阵容，并在赛季末入选最佳阵容二队和最佳防守阵容二队。雄鹿队在第二个赛季中获得56胜26负的成绩，在东区位列纽约尼克斯之后排名第二。球队在东区半决赛中以4-1击败费城76人，但在随后的东区决赛中遗憾出局。
1970-71年赛季，球队加入新成立的中西赛区。赛季前，球队用弗林·罗宾逊和查理·保尔克换来了辛辛那提皇家的后卫“大O”奥斯卡·罗伯逊，为球队的成功奠定了基础。罗伯特森尽管不象年轻时那样神勇，但给年轻的雄鹿队带来技能和经验，并场均仍能送出19.4分。队中的球星阿尔辛多，场均奉献31.7分，并当选NBA最有价值球员。除了阿尔辛多和罗伯特森外，雄鹿的先发还有琼·麦克格洛克林、鲍勃·丹德里奇和格雷格·史密斯，再加上替补席上的鲍勃·布泽尔、卢休斯·阿伦和迪克·坎宁安，这让球队在中西赛区中取得惊人的66胜16负的佳绩。雄鹿队在12场季后赛中仅输掉了2场，以4-1的总比分分别战胜了旧金山勇士和洛杉矶湖人，并在1971年NBA总决赛中横扫巴尔的摩子弹。
1971-72年赛季，雄鹿队以63胜19负的战绩获得中西赛区冠军，并在季后赛第一轮中以4-1击退金州勇士。顺利挺进至西部决赛，西部决赛是以贾巴尔和罗伯特森领军的雄鹿与威尔特·张伯伦和杰里·韦斯特领军的洛杉矶湖人之间展开，但雄鹿队大战六场不敌洛杉矶湖人。可是队中的贾巴尔每场得到联盟最高的34.8分，包括在1971年12月10日对波士顿凯尔特人时独揽55分，连续第二年当选NBA最有价值球员。
1972-73年赛季，雄鹿队获得了60场胜利，联盟排名首位，并连续三年获胜不低于60场。球队顺利进入季后赛的争夺，但是在西部半决赛中2-4被旧金山勇士击败。
1973-74年赛季，球队虽然在胜场上不足60场，但59胜23负的成绩还是让雄鹿队在建队六年来第四次赢得中西赛区的冠军。在季后赛中雄鹿队状态神勇。在第一轮中以4-1淘汰洛杉矶湖人，在西部决赛中又以4-0击倒了芝加哥公牛。NBA总决赛雄鹿队迎战波士顿凯尔特人，一共打了七场，但最终3-4的总分不敌对手。贾巴尔依然勇不可挡，场均27.0分全联盟排名第三，53.9%的投篮命中率排名第二，14.5个篮板排名第四，场均3.49次盖帽排名第二，在进入联盟的前五年里第三次当选NBA最有价值球员。
1974-75年赛季是雄鹿连续三年有重大变化的第一个赛季。在这个赛季里，“大O”奥斯卡·罗伯逊宣布退役，而贾巴尔因膝伤缺席了赛季后半段。雄鹿队最终的战绩是38胜44负，在五年内首次无缘季后赛。贾巴尔以场均30.0分全联盟排名第三，并入选了NBA最佳防守阵容。
1975-76年赛季，贾巴尔因为在密尔沃基过得并不愉快，球队将贾巴尔和替补中锋沃特·韦斯利交易至洛杉矶湖人。

### 唐·尼尔森执教時代 (1976-87年)
1976-77年赛季，随波士顿凯尔特人五夺总冠军的成员之一的唐·尼尔森（NBA史上十大教練之一），在赛季的18场比赛（3胜15负）后，接替了被解雇的拉里·科斯特洛的教鞭。以前从没有任何执教经验的唐·尼尔森，带领雄鹿队在之后的11年中9次杀入季后赛。他分别於1982-83年赛季和1984-85年赛季当选年度最佳教练。唐·尼尔在执教雄鹿的11年里，带领球队打出540胜344负的佳绩，在七个赛季中胜场超过50场，并连续七次获得分区冠军。

### 三剑侠時代 (1999-2003年)
1994年NBA选秀雄鹿队以第一顺位选进了格伦·罗宾逊，1996年NBA选秀以第五顺位选进了雷·艾倫，随後於1999年交易得到了萨姆·卡塞尔，三人作为球队的主力，在明星级教练乔治·卡尔的带领下保持東区强队的身份。
2000年NBA季後賽，雄鹿隊在首輪第五場最後16.0秒接連起手不中，導致最終以95–96被印第安纳步行者淘汰，差點上演黑八奇蹟。
2001年於NBA東岸決賽飲恨的雄鹿隊於2002年意外無緣季後賽。

### 重建（2003-2014）

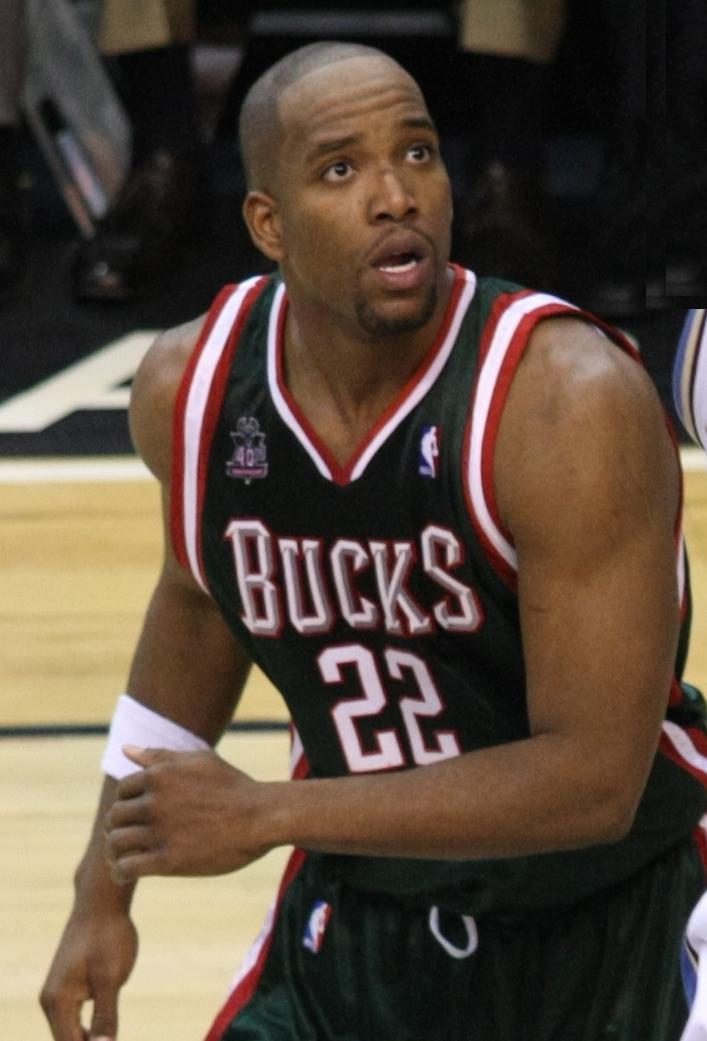
雄鹿队時期的迈克尔·里德

2003-04年赛季，雷·艾倫转投西雅图超音速後，迈克尔·里德逐渐成为了球队的绝对核心球员，平均每场贡献21.7分，并且首次入选NBA全明星赛。
2005年NBA选秀雄鹿队以第一顺位选进了安德鲁·博古特，2007年NBA选秀以第六顺位选进了易建联，易建联成为第4位登陆NBA的中国球员（2008年被交易至新泽西网）。
2009年NBA选秀雄鹿队以第十顺位选进了天才高中生，没有上大学而前去意大利罗马打球的布兰登·詹宁斯，成为球队先发控球後卫和后场核心，与内线支柱安德鲁·博古特搭档，将雄鹿队重新带回了季后赛，只可惜2010年季后赛首轮最后第七战以74-95不敌亚特兰大鹰，总比分3-4遭到淘汰。
2010-11年赛季，雄鹿队的球星迈克尔·里德饱受伤病困扰，整个赛季更是打了10场比赛就赛季报销。
2012年雄鹿队将迈克尔·里德被送到菲尼克斯太阳，安德鲁·博古特和新加盟的杰克逊被交易到金州勇士换来蒙塔·埃利斯，球队重新启航。
2012-13年赛季，雄鹿队暌违两年之后以第八种子晋级2013年季后赛，首轮碰上卫冕冠军迈阿密热火，以总比分0-4遭到横扫。
2013年，活塞用布蘭登·奈特以及克里斯·米德爾頓換取布兰登·詹宁斯，他們來到公鹿後表現精彩，接下來幾年都是球隊主力。

### 「希臘怪物」時代 (2014–至今)

#### 2014-15賽季：傑森·基德上任
在基德這個新教練上任後，雖然因上一季擺爛而得到的榜眼贾巴里·帕克整季報銷，不過雄鹿靠著年輕的球員，和基德的先銳建軍思維重返列強之林。
2015年4月13日，雄鹿96:73大勝東區第8的布魯克林籃網，至此確定拿下季後賽門票。雖然順利晉身季後賽，但年輕球員狀態不夠穩定，從例行賽的表現反復可以看出：時而四連勝，但緊隨其後也可能四連敗。
季後賽首輪對手是芝加哥公牛，年輕的雄鹿儘管靠著無差別換防和超高速輪轉，與公牛展開纏鬥，但最終仍以2:4止步第一輪。

#### 2015-16賽季
暑期，榜眼賈巴里·帕克傷癒回歸，還從自由市場網羅格雷格·門羅。然而開季後，雄鹿的表現卻令人失望，季前公鹿總管約翰·哈蒙德口中的「密爾瓦基六核心」，麥可·卡特-威廉斯、克里斯·米德爾頓、揚尼斯·安戴托昆波、賈巴里·帕克、格雷格·門羅與约翰·亨森，開季之後卻像是六粒散沙。威廉斯完全沒任何進步，進攻命中率低落、應變能力差；門羅則是防守效率低，加上進攻太吃球權；亨森更是被總教練基德冷凍在板凳上，雖然場均16.7分鐘仍能有2阻攻進帳，但對球隊的重要性卻完全看不見。
儘管隊上得分王克里斯·米德爾頓表現精采，隱隱有雷·阿倫接班人的架勢，還有阿德托昆博的強力護航，公鹿始終無力躍上前8，最後確定無緣季後賽。

#### 2016-17賽季
賈巴里·帕克兇猛的得分能力，加上揚尼斯·阿德托昆博的全能數據，讓許多球隊聞風喪膽，而字母哥也順利的成為明星賽先發；但隨著時間推進，公鹿戰績停滯不前，而帕克竟然又爆出可能影響職籃生涯的傷病，幸好季初傷停的米德爾頓即時回歸，加上表現良好的新秀Brogdon，以及兇猛的禁區門神 - 門羅，公鹿終於在三月份脫穎而出，加入爭奪季後賽門票的行列。
2017年4月8日，雄鹿90:82東區第13的費城76人，至此確定拿下季後賽門票。最終比以上季成績好42勝40敗在東區排名第六，首輪對去年首度打到東區冠軍賽的多倫多暴龍。
暴龍在季後賽首戰原本有不錯的領先優勢，但下半場荒腔走板演出讓公鹿追趕上來，最終83比97主場吞下難堪1敗。
季後賽首戰命中率不到2成的多倫多暴龍後衛凱爾·洛里，第二戰表現反彈攻下22分，幫助球隊靠著比賽最後2分鐘的6比0攻勢，在主場以106比100擊敗密爾瓦基公鹿，系列賽扳平成1：1。
第3戰公鹿再以積極防守讓暴龍諸將手感盡失，最終104比77大勝取得系列賽2勝1敗的領先。
第3戰8投0中的暴龍後衛德玛尔·德罗赞，到了第4戰突然「復活」，全場貢獻33分，率暴龍以87：76擊敗公鹿，系列賽扳平成2：2。
第五戰暴龍隊以118：93大勝公鹿隊，在系列賽率先聽牌，公鹿安戴托昆波雖轟下全場最高30分，但球隊已連吞2敗，陷入淘汰邊緣。
公鹿第四節克服全場最多25分的落後劣勢，然而最後仍抱憾而終，以89：92不敵暴龍，在主場吞下第4敗，季後賽之旅宣告畫下句點。

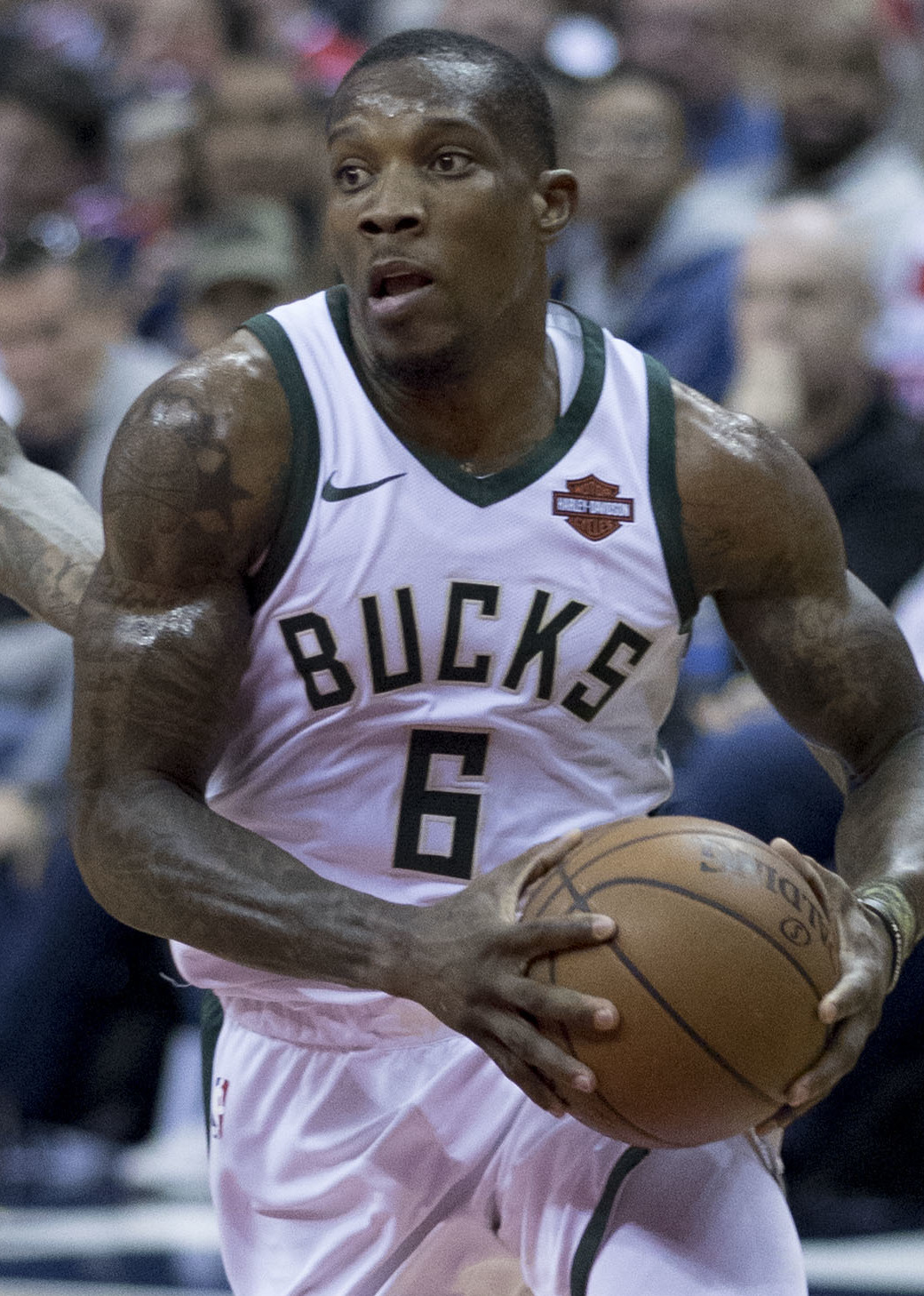
艾瑞克·布萊德索

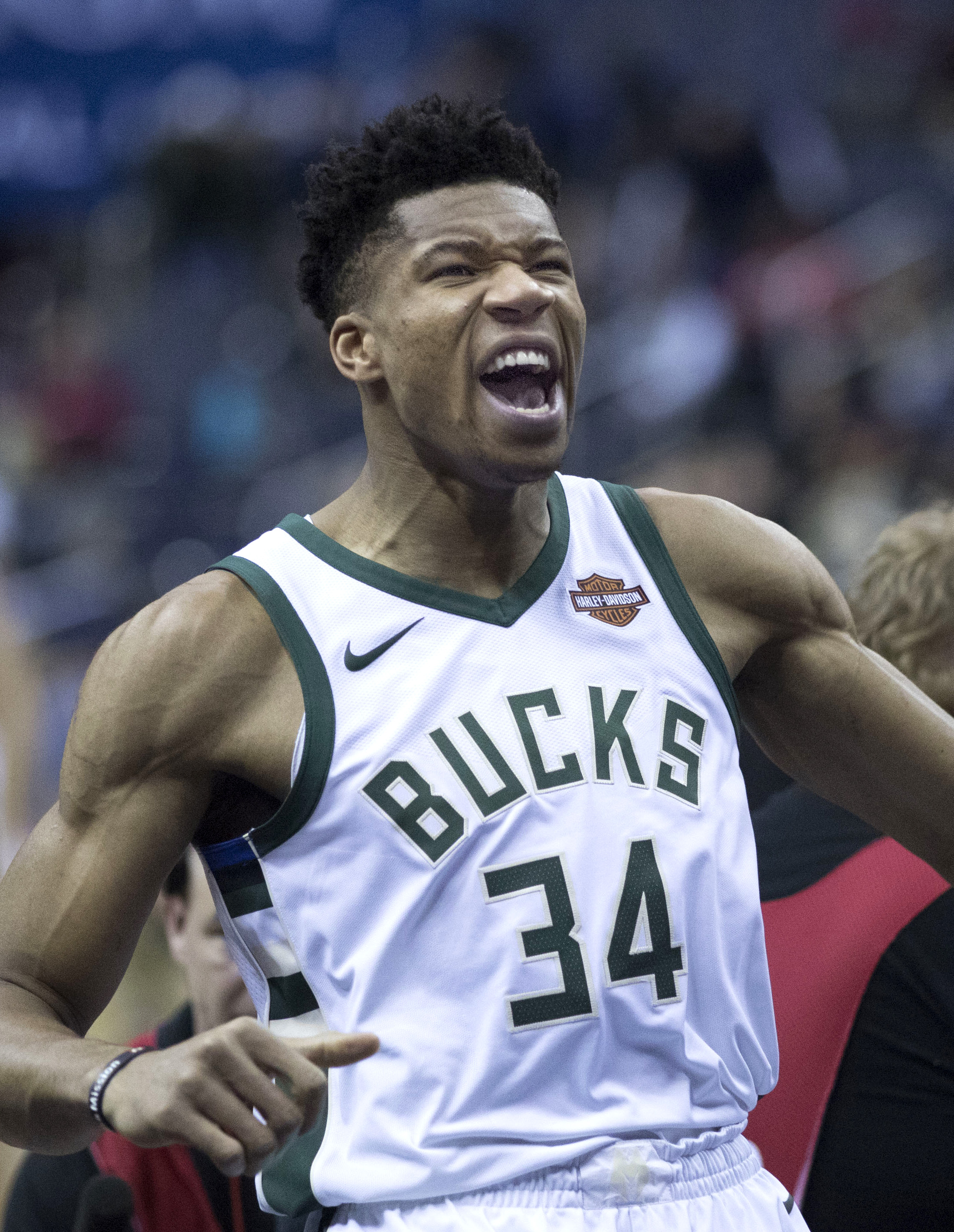
2017-18賽季的揚尼斯·安戴托昆波

#### 2017-18賽季
2018年1月22日，公鹿決定解雇基德的總教練職務，主要原因據傳是因為球隊內部不和，而基德也成為2017–18賽季自厄爾·沃特森和大衛·費茲戴爾之後，第三位被解雇的總教練。將暫時由助理教練喬·普朗蒂代理總教練一職。2018年是基德執教公鹿的第四個球季，總計在此取得了139勝152敗的戰績，並讓球隊的一些年輕球員得到了充足的成長空間，例如麥爾坎·波格登於2016–17賽季獲得NBA最佳新秀，賈巴里·帕克、克里斯·米德爾頓和揚尼斯·安戴托昆波則逐漸打出了全明星的數據和身手。
在公鹿官方宣布解雇基德前，他本人完全不知道此事，而陣中當家球星揚尼斯·安戴托昆波更是發佈推特表示對基德的離任感到難過。公鹿目前戰績23勝22敗、在東區排名第八，隨時有可能被排除於季後賽的行列之外，成長的幅度並不多，雖然防守上有十足的活力，但進攻端的步調有些緩慢，導致場均只能得到104.7分，聯盟第22。解雇基德或許對年輕的公鹿來說是一個正確的決定，他們需要另一位教練帶領他們成為一支有競爭力的強隊，但是可以想見基德的離開將有一段的陣痛期，而他們能否維持戰績的穩定，將會是一大考驗。
今年靠著費城76人，今天在客場對上底特律活塞以115比108獲勝，確定晉級季後賽，將在第一輪碰上波士頓塞爾提克。
正規賽最後0.5秒，公鹿隊克里斯·米德爾頓超大號追平三分球破網，讓球隊一度看到贏球曙光，無奈延長賽仍被「綠衫軍」塞爾蒂克隊掌握戰局，以107：113首輪的第一場敗仗。
第四節差距一度擴大到20分，揚尼斯·安戴托昆波雖力挽狂瀾，但差距僅縮小到10分差就無法再進一步，再以106：120在輸給塞爾提克，沒能帶著勝場回到密爾瓦基，在系列賽取得0：2落後。
第三戰塞爾蒂克僅有剛好4成的投籃命中率，反觀公鹿隊手感火燙，全場轟進16顆三分球，團隊5人得分突破雙位數的情況下，以116：92輕取對手，在系列賽扳回一城。
到了第四戰，在安特托昆博27分助威下，以104比102技壓波士頓塞爾蒂克隊，在7戰4勝制系列賽以2勝2敗追平「綠衫軍」。
第五戰是一場低比分的焦土戰，且從首戰就結下樑子的塞爾蒂克特里·洛齊爾與公鹿艾瑞克·布萊德索一度爆發肢體衝突，最終更在底線發生拉扯衝突，導致綠衫軍主場噓聲四起，最終艾瑞克·布萊德索吞下一次惡意犯規，雙方也各被吹判一次技術犯規。末節11分落後的公鹿在前鋒賈巴里·帕克帶領下一度追到4分差距，最終以87：92再度落敗，並取得系列賽2：3被聽牌。
到了第6戰，靠著揚尼斯·安戴托昆波全場31分的好表現，將戰線拉長至「搶七」，賽後安戴托昆波也誓言，要在前往波士頓的比賽中搶下這關鍵一勝。
公鹿雖同樣有3人得分破20，但替補球員總計得12分不敵塞爾蒂克板凳球員所得是落敗的關鍵之一，最終以96：112敗給塞爾提克，在系列賽以3勝4負淘汰。

#### 2018-19賽季：東區第一
公鹿最大的暑假作業，就是將擅長因材施教的麥克·布丹霍澤延攬過來，擔任新球季的總教練，另外簽下高砲塔布魯克·洛佩斯負責保護籃框和幫揚尼斯·安戴托昆波拉出舒服的切入空間。
公鹿本季靠著字母哥帶頭衝鋒，布魯克·洛佩斯展現浪花家族的神射，與深厚的團隊戰力，勝場數突飛猛進，甚至多數時間占據聯盟龍頭。3/16日展現韌性，在上半場落後20分的情況下，於下半場上演逆轉戲碼，最終反而在客場以113比98擊敗邁阿密熱火，以15分之差獲勝。這是公鹿隊史第2次在上半場落後至少20分的情況下最終獲勝，前次是1977年2月19日上半場落後紐約尼克20分，最後以1分之差獲勝。這次他們倒贏15分，《美聯社》報導指出這是NBA史上第1次有球隊上半場打完落後至少20分，最後逆轉贏對手超過11分，寫下歷史。
2019年4月4日，公鹿擊敗76人，奪得了繼1971-72NBA賽季後最佳戰績。
公鹿以60勝22敗，東區第1種子的身分前進季後賽，對上第8種子的底特律活塞，公鹿雄厚的戰鬥力讓活塞雙塔布萊克·格里芬和安德烈·卓蒙德無力招架，系列賽以直落4橫掃過關；東區準決賽，公鹿迎戰橫掃溜馬的塞爾蒂克，爭奪東區決賽門票。
安戴托昆波此役21投僅7中，完全沒能打出MVP熱門候選人的身手，他得到22分和8籃板，克里斯·米德爾頓的發揮也很一般，只拿到16分，另外貢獻了10個籃板和6次助攻，而另一個主將布萊德索只得到6分。最終就以90:112吞下首敗。
第二戰公鹿強勢反彈，揚尼斯·安戴托昆波和克里斯·米德爾頓聯手轟下57分，率隊在下半場打出一波跨節28：2攻勢，徹底轟垮塞爾蒂克，最終就以123：102扳成一平。
第3戰比賽卻因頻頻罰球減損流暢度，精采度也大打折扣，兩隊共記68罰54中，安戴托昆波光靠罰球就進帳16分，全場轟32分、13籃板、8助攻，終場123：116逆轉勝綠衫軍，系列戰取得2：1領先。
第4戰，儘管多名主將第3節還沒打完就紛紛陷入身揹3-4次個人犯規麻煩，但安德托昆波在4犯後不僅防守尺度拿捏得宜撐到終場，還攻下39分、16籃板、4助攻與抄截、阻攻各1，率隊113比101擊敗波士頓塞爾提克，取得系列賽3比1優勢，後天回主場再贏就能繼2001年後重返分區冠軍戰。
公鹿第五戰團隊多點開花，其中揚尼斯·安戴托昆波繳出全場最高的20分，外帶8籃板、8助攻、2抄截、2阻攻的全能表現，公鹿以116：91輕取塞爾蒂克，以系列賽4：1搶下晉級門票，率先挺進東區冠軍賽。將與多倫多暴龍爭奪總冠軍戰門票，上次兩隊交手當時是暴龍系列賽4-2淘汰公鹿。
東區決賽首戰，最大亮點球員不是主場公鹿隊的揚尼斯·安戴托昆波，也非暴龍隊當家球星伦纳德，而是公鹿中鋒洛培茲，在第四節飆進三記三分球在內的13分，全場貢獻季後賽個人生涯新高的29分，外帶11籃板，助隊克服下半場的兩位數落後，以108：100逆轉收下首勝。
第2戰呈現一面倒，公鹿靠著揚尼斯·安戴托昆波繳出30分、17籃板，包括他在內共6人得分逾雙位數，最終以125：103大勝暴龍，系列戰取得2：0領先。
第三戰一路廝殺到兩度延長，公鹿全隊6人得分達兩位數，麥爾坎·波格登和替補的喬治·希爾各有20分和24分，揚尼斯·安戴托昆波延長賽6犯离场，全場出賽45分鐘，16投5中拿12分，另有23籃板、7助攻、4阻攻和8失誤，在激戰中以112：118敗給暴龍隊，在系列戰仍2-1領先。
公鹿以克里斯·米德爾頓30分最佳，揚尼斯·安戴托昆波拿25分、10籃板，但第一節意外兩場比賽連續出現罰球「麵包」畫面。公鹿以102：120被暴龍隊扳倒，系列賽扳平成2：2。
關鍵第五戰，公鹿回到主場，一度握有雙位數領先優勢，卻遭到暴龍伦纳德打出大逆轉，最終以99:105輸掉比賽，在七戰四勝的系列賽中，以2:3落後。
第6戰公鹿隊在揚尼斯·安戴托昆波領軍下，首節團隊投進六顆三分球，一度第三節還領先15分的優勢，以94：100敗給暴龍隊，無緣隊史成軍第三次挺進總冠軍賽，也是NBA歷史上第6支在分區決賽先2連勝後4連敗淘汰的球隊。

#### 2019-20賽季：止步次輪
2019自由市場，失去了麥爾坎·波格登這名重要的戰將，公鹿為保留競爭力，先是簽下了凱爾·柯佛。合約為期1年，價值260萬美元，過去麥克·布丹霍澤曾是老鷹的總教練，和柯佛合作多個賽季，老鷹當時也一度是東區最強隊之一。在布登霍澤執教下，老鷹曾同時產生了4個全明星，柯佛就是其中之一。
後來又陸續簽下衛斯理·馬修斯、羅賓·羅培茲、德拉甘·本德爾、弗兰克·梅森三世。休賽季公鹿陣容變化相對較小，大多補進補強板凳戰力為主的球員。
戰績全聯盟第一的密爾瓦基公鹿12月5日作客底特律活塞，揚尼斯·安戴托昆波僅出場28分鐘，便拿下全場最高的35分，幫助球隊以127：103輕取活塞收下近期的13連勝，寫隊史45年來最佳。
戰績居聯盟之首的公鹿隊今天24號雖沒比賽，但因華盛頓巫師敗給芝加哥公牛而提前拿到季後賽門票，根據美國媒體數據統計，公鹿締造至少15年來最快晉級季後賽的紀錄。
公鹿隊目前戰績48勝8敗，由於今天排名東區第9的巫師吞敗、戰績成20勝35敗，就算接續例行賽27場全勝，勝場數也追不上公鹿，讓公鹿在季後賽55天前就提前晉級。
公鹿本季除有機會邁向單季70勝，也有機會改寫1995到96年球季公牛隊完成的72勝成績，甚至挑戰2015到16年球季勇士隊締造的史上最佳73勝紀錄，雖然因疫情關係無緣挑戰隊史最佳成績及失去季後賽所有主場優勢，但仍確定連續中央組封王，第一輪碰上奧蘭多魔術。
揚尼斯·安戴托昆波雖然繳出31分、17籃板的「雙十」成績，並有7次助攻，但最後11分鐘手感冰冷，投球命中率為零，終究無力回天。克里斯·米德爾頓12投4中得到14分6籃板4助攻，布萊德索15分5助攻，希爾16分5助攻。公鹿團隊命中率僅43.3%，不如對手，整場比賽最多輸到18分。最終以110比122爆冷輸給魔術隊，吞下NBA東區季後賽首輪首場比賽敗仗。
第二戰，公鹿展現銅牆鐵壁防守，將對手首節壓迫到僅23投3中，只是魔術並非省油燈，發揮堅強韌性，第4節又咬到10分內，所幸公鹿3分砲火連發，最終才以111比96退敵，扳平系列戰。
第三戰揚尼斯·安戴托昆波繼續展現問鼎年度MVP架勢，個人狂砍35分，率隊121比107輕取第8種子奧蘭多魔術，NBA首輪季後賽以2比1占上風。
第四戰揚尼斯·安戴托昆波包辦31分、15籃板和和8助攻，隊友米德爾頓也在第4節重振雄風，兩人帶領公鹿以121比106力壓奧蘭多魔術隊，NBA首輪季後賽以3比1聽牌。
先前領頭罷賽表達訴求，甚至傳出公鹿願意接受遭宣判輸球的代價，讓系列賽變為3比2領先，但魔術並未接受此安排，最後官方也宣佈季後賽順延。在季後賽正式重啟後，公鹿最終以118比104淘汰魔術，首戰輸球後4連勝晉級，將在分區準決賽迎戰以逸待勞邁阿密熱火。
在首場對決中，巴特勒確實用手上的籃球證明了熱火絕對有實力爭冠，米道頓24投12中，得到28分6籃板5助攻，洛培茲24分，兩人皆砍進4記三分球；替補老將考佛（Kyle Korver）則是得到11分。公鹿全場投進16記三分球，投籃命中率接近5成，三分命中率更達到45.7%，但這樣的進攻顯然仍不足以贏得勝利，也突顯了球隊系列賽危機，以104比115吞下系列賽第一敗。
第2戰，在末節尾聲時，連續2次的爭議判決模糊了比賽焦點，最終熱火靠著當家球星吉米·巴特勒的兩罰「絕殺」，終場以114:116落敗，公鹿系列賽0:2落後。
公鹿第3戰末節雖一度握有12分領先，卻在吉米·巴特勒領軍反撲下崩盤，終場以100比115再吞敗，面臨恐慘遭剃光頭的危機。
為了避免遭到橫掃，第四戰揚尼斯·安戴托昆波帶著腳踝傷勢硬上，但不幸在比賽中受傷離場，所幸隊友眾志成城，在延長賽中以118:115擊敗邁阿密熱火，系列賽扳成1:3。
到了第五戰因揚尼斯·安戴托昆波因傷離開園區，面對熱火六位球員得分上雙，下半場一直落後的情況下，以103:94的比分落敗，系列賽被熱火以4:1淘汰。公鹿成為史上第2支連兩年取得聯盟最佳勝率卻沒有殺進總冠軍的球隊，前一支是詹姆斯領軍的克里夫蘭騎士。另一方面，公鹿在今年季後賽只拿到5場勝利，這也是2012年的公牛之後，再次出現例行賽戰績第一的球隊在季後賽勝場5場以下的情況。

#### 2020-21賽季：捧起睽違50年的總冠軍
安戴托昆波2017年被ESPN點名可能是下一個「抱團」球星時，他在推特引用歌詞回應：「我的DNA裡就有忠誠。」如今真的率公鹿眾將再闖總冠軍賽，無疑是美夢成真。而上次晉級總決賽已是1974年。
季後賽第一輪，公鹿一掃去年東區準決賽被淘汰的怨氣，對戰邁阿密熱火首場就激戰到延長賽，最終靠著克里斯·米德爾頓0.5秒的中距離投籃帶走勝利；隨後更仰賴驚人外線及扎實防守，分別以132比98、113比84笑納三連勝，系列賽取得聽牌優勢。第四場，安戴托昆波以「大三元」20分12籃板15助攻澆熄敵隊反撲的氣焰，4-0橫掃熱火，他賽後受訪表示：「有句俗話說，不要玩弄你的食物。」
東區準決賽，公鹿對手為布魯克林籃網，雖然面對敵隊的強大火力苦吞二連敗，但在揚尼斯·安戴托昆波、克里斯·米德爾頓及朱·哈勒戴等人的發揮下，仍然追平戰線。籃網凱里·歐文則因踝關節扭傷缺席接續的賽事。第七場，雙方比分一路拉鋸、互換領先，籃網凱文·杜蘭特末節剩1.6秒時一記後仰外線追平戰局，但延長賽仍舊氣力放盡，終場公鹿115比111贏得系列賽，東區決賽將對戰同樣在第七場下剋上順利出線，擊敗第一種子費城76人的亞特蘭大老鷹。安戴托昆波本場攻下40分13籃板5助攻、米德爾頓也有23分10籃板6助攻的優異表現。
總決賽由公鹿對決由CP3領軍的太陽，系列賽前兩場皆由太陽收下，但公鹿在接下來的4場比賽中全部獲得勝利，以四連勝喜提總冠軍。在關鍵的封王戰，字母哥拿下50分14籃板5阻攻的頂級表現，並拿下FMVP。

#### 2021-22賽季：衛冕失利
2022年3月31日，公鹿在延長賽擊敗籃網，確定與波士頓塞爾蒂克攜手晉級季後賽。最終公鹿確定連續四年在中央組冠軍，是自尼爾森在1980年代連續7季封王後的最長紀錄。
公鹿在首輪對公牛的第一戰就陷入苦戰，安戴托昆波面臨犯規麻煩，但球隊仍展現總冠軍等級的防守和關健時刻處理球的穩定性，最後時刻靠著哈勒戴和洛培茲合拿14分，從而擋下對手的進逼，以93比86贏得系列賽第一勝。
上半場前火力釋放壓制公鹿，第3節前段一度落後達18分，但安戴托昆波很快聯手米德爾頓，率隊急起直追咬了上來，最近僅剩3分差距，但米道頓卻因膝傷提前退場。而到了決勝節後頭，哈勒戴命中三分後卻錯失上籃機會，回頭遭佛西維奇回敬三分，反攻氣勢大受挫。德羅展也扮演關門終結者角色，最後公牛2波進攻籃板下來，他高難度拉杆上籃確定勝利，以110比114輸掉比賽，系列賽扳平為1比1平手。
儘管鋒線大將米德爾頓因傷將缺席整個首輪系列賽，但公鹿在今天作客芝加哥的比賽中，靠著攻守兩端的強勢發揮，整場比賽完全壓制公牛，前三節就領先達31分之多，也讓比賽早早進入垃圾時間。最終，公鹿以111比81痛宰對手，系列賽取得2比1領先。
第四戰，公牛面對公鹿的凌厲攻勢和壓迫防守依然無計可施，公鹿上半場在4人得分雙位數的發揮下，取得15分領先優勢，之後牢牢掌控比賽局面，維持大比分領先差距。終場，公鹿以119比95輕鬆擊敗公牛，系列賽3比1聽牌。
第二輪面對東部戰績第二的賽爾提克，前四戰雙方戰成2:2平，天王山之戰，靠著安戴托昆波的發揮和哈勒戴第四節最後的關鍵阻攻和抄截，系列賽3:2聽牌。不過第六戰綠軍扳回一城。搶七大戰，安戴托昆波攻下25分，但賽爾提克靠著5人得分上雙以及替補大前鋒格蘭特·威廉斯的27分，最後以109比81拿下第七局，4:3帶走系列賽，晉級東部決賽。21-22賽季公鹿的季後賽之旅也止步於第二輪。

#### 2022-23賽季：遭到黑八傳奇，止步首輪
2023年3月15日，在揚尼斯·安戴托昆波攻下36分11籃板的帶領下，在客場以116:104戰勝鳳凰城太陽，他們也成為本季NBA中首支達成50勝、並且鎖定季後賽名額的球隊。
3月28日，由於克里夫蘭騎士對芝加哥公牛比賽輸掉，確定連續五年在中央組冠軍，甚至取得東區第一種子席位和所有主場優勢。
2023年NBA季後賽首輪迎戰在東區附加賽擊敗芝加哥公牛的第八種子邁阿密熱火，但最終被熱火以1：4的比分（比分與2020年NBA季後賽相同，但當時兩隊都沒有主場優勢），上演史上第6次「老八傳奇」結束今年歷史首次出現例行賽戰績第一的球隊在季後賽只拿到1場勝利的尷尬賽季，也是繼1973年NBA季後賽之後，球隊歷史上第二次以第一種子身分卻於第一輪止步。
5月5日，在公鹿第一輪被淘汰後，雖然還有兩年合約，球隊還是決定炒掉於第五戰省著暫停不用導致輸球的麥克·布丹霍澤。

#### 2023-24賽季：傷病爆發及內部調整，止步季後賽首輪
5月28日，公鹿的新任總教練呼之欲出，根據美聯社報導，球隊很可能讓阿德里安·格里芬接任球隊教頭職務，此前他在多倫多暴龍擔任了5個賽季的助理教練，主因是陣中揚尼斯·阿德托昆博和米德爾頓兩大球星也參與了這次總教練人選的抉擇，而「字母哥」的力挺最終雀屏中選的關鍵因素。
9月27日，公鹿送出隊內主控朱·哈勒戴、射手格雷森·艾倫及若干選秀籤，拓荒者球星達米安·里拉德經兩隊與太陽隊的三方交易中加盟公鹿，打入2023年NBA季中錦標賽四強，敗於溜馬。
1月23日，主教練阿德里安·格里芬被炒，留下30勝13敗的戰績。
2023-24賽季，例行賽最終成績為49勝33負，排名為東區第三，連續6年成為中央組冠軍，並晉級季後賽；首輪以2：4不敵東區第六種子印第安納溜馬，止步首輪。

#### 2024-25賽季：七戰全勝獲得第二屆NBA盃冠軍，但因傷病爆發及內部調整，止步季後賽首輪
2024年NBA盃：七戰全勝，勇奪冠軍
在2024年NBA盃，在東區小組賽B組以四戰全勝，晉級淘汰賽；在東區淘汰賽中，先後戰勝奧蘭多魔術、亞特蘭大老鷹，強勢晉級冠軍賽；在冠軍賽以97-81戰勝西區第一奧克拉荷馬雷霆，最終獲得第二屆NBA盃總冠軍，MVP由揚尼斯·安戴托昆波奪得。
為年輕化陣容並改善薪資空間，球隊在季中交易送走待了12年的老將米德爾頓換回巫師前鋒凱爾·庫茲馬，他和主將安戴托昆波自2013年的搭檔也畫下句點。
2024-25賽季，例行賽最終成績為48勝34負，排名為東區第五，晉級季後賽；首輪以1：4不敵東區第四種子印第安納溜馬，止步首輪。

## 籃球名人堂

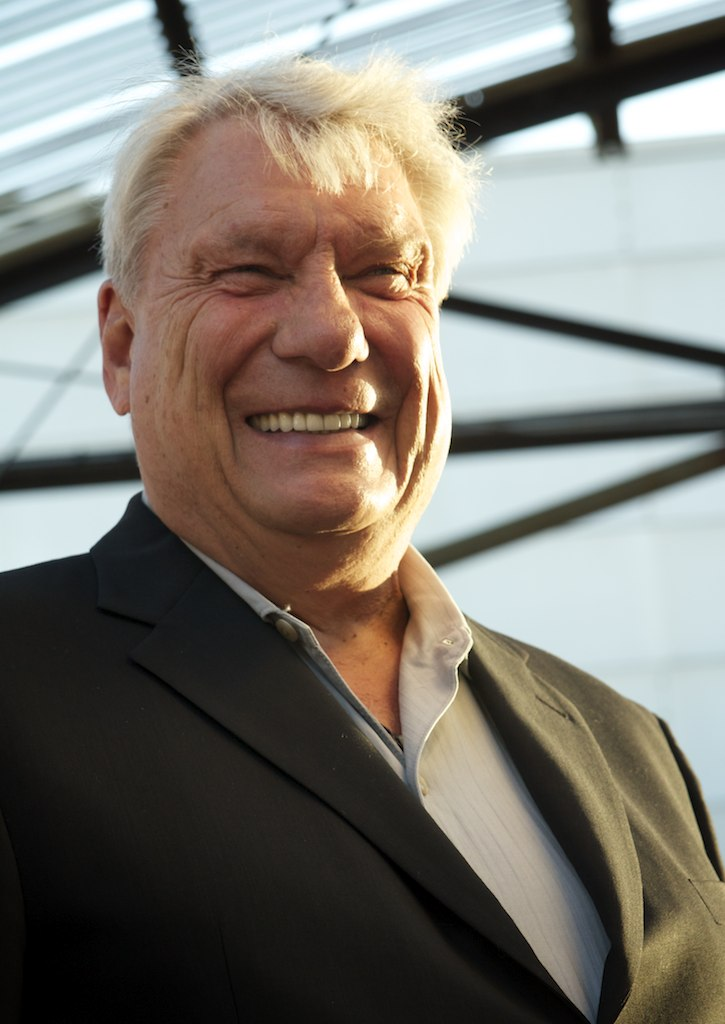
NBA史上十大教練之一唐·尼尔森

| 密尔沃基雄鹿 籃球名人堂号码球员 |                    |           |                |          |
| 背號                            | 球员               | 位置      | 時間           | 名人堂   |
| 1                               | 奥斯卡·罗伯逊      | 後衛      | 1970–74        | 1980     |
| 36                              | 戴夫·考文斯        | 中鋒/前鋒 | 1982–83        | 1991     |
| 7                               | 奈特·阿奇博尔德    | 後衛      | 1983–84        | 1991     |
| 16                              | 鲍伯·兰尼尔        | 中鋒      | 1980–84        | 1992     |
| 33                              | 卡里姆·阿布都-賈霸 | 中鋒      | 1969–75        | 1995     |
| 22 23                           | 阿歷克斯·英格利許  | 前鋒      | 1976–78        | 1997     |
| 8                               | 摩西·马龙          | 中鋒/前鋒 | 1991–93        | 2001     |
| 7                               | 阿德里安·丹特利    | 前鋒/後衛 | 1990–91        | 2008     |
| 20                              | 加里·佩顿          | 後衛      | 2003           | 2013     |
| 5                               | 蓋伊·羅傑斯        | 後衛      | 1968–70        | 2014     |
| 34                              | 雷·艾倫            | 後衛      | 1996–2003      | 2018     |
| 4                               | 西德尼·蒙克利夫    | 後衛      | 1979–1990      | 2019     |
| 43                              | 傑克·希克馬        | 中鋒      | 1986–1991      | 2019     |
| 10                              | 鮑伯·丹德瑞奇      | 前鋒      | 1969–1977 1981 | 2021     |
| 7                               | 托尼·庫科奇        | 前鋒      | 2002–2006      | 2021     |
| 17                              | 保羅·蓋索          | 前鋒/中鋒 | 2019           | 2023     |
| 教練                            |                    |           |                |          |
| 號碼                            | 教練               | 位置      | 效力年份       | 入選時間 |
| –                               | 唐·尼爾森          | 總教練    | 1976–87        | 2012     |
| –                               | 喬治·卡爾          | 總教練    | 1998–2003      | 2022     |
| Contributors                    |                    |           |                |          |
| 背號                            | 名字               | 位置      | 效力年份       | 入選時間 |
| –                               | Wayne Embry        | 總經理    | 1972–79        | 1999     |
| –                               | 胡比·布朗          | 助理教練  | 1972–74        | 2005     |

## 退休球衣號碼
| 密尔沃基雄鹿 退役球衣号码球员 |                        |      |                      |
| 背號                          | 球员                   | 位置 | 時間                 |
| 1                             | 奥斯卡·罗伯特森        | 後衛 | 1970–1974            |
| 2                             | 朱尼奧·布里奇曼        | 前鋒 | 1975–1984, 1986–1987 |
| 4                             | 西德尼·蒙克利夫        | 後衛 | 1979–1989            |
| 8                             | 馬奎斯·約翰遜          | 前鋒 | 1977–1984            |
| 10                            | 鮑伯·丹德里奇          | 後衛 | 1969–1977, 1981–1982 |
| 14                            | 琼·麦克格洛克林        | 後衛 | 1968–1976            |
| 16                            | 鲍伯·兰尼尔            | 中鋒 | 1980–1984            |
| 32                            | 布莱恩·温特斯          | 後衛 | 1975–1983            |
| 33                            | 卡里姆·阿卜杜勒·贾巴尔 | 中鋒 | 1969–1975            |